# III. třída okresu Náchod
III. třída okresu Náchod (Okresní soutěž okresu Náchod) patří společně s ostatními třetími třídami mezi deváté nejvyšší fotbalové soutěže v Česku. Je řízena Okresním fotbalovým svazem Náchod. Hraje se každý rok od léta do jara se zimní přestávkou. Účastní se ji 11 týmů - z okresu Náchod, každý s každým hraje jednou na domácím hřišti a jednou na hřišti soupeře. Celkem se tedy hraje 22 kol. Vítězem se stává tým s nejvyšším počtem bodů v tabulce a postupuje do Okresního přeboru okresu Náchod.

## Vítězové

### III. třída okresu Náchod
| Ročník    | Vítězný tým                 |
| --------- | --------------------------- |
| 2004/2005 | TJ Jiskra Veba Machov       |
| 2005/2006 | Sokol Šonov u Broumova      |
| 2006/2007 | Jiskra Martinkovice         |
| 2007/2008 | TJ Červený Kostelec B       |
| 2008/2009 | MFK Nové Město nad Metují B |
| 2009/2010 | AFK Hronov                  |
| 2010/2011 | SK Babí                     |
| 2011/2012 | AFK Hronov                  |
| 2012/2013 | AFK Hronov                  |
| 2013/2014 | Soutěž se nehrála.          |
| 2014/2015 | Sokol Heřmánkovice          |
| 2015/2016 | Sokol Heřmánkovice          |
| 2016/2017 | Sokol Heřmánkovice          |
| 2017/2018 | Jiskra Martínkovice         |
| 2018/2019 |                             |